# Riverton Township (comté de Clay, Iowa)
Riverton Township est un township du comté de Clay, situé en Iowa, États-Unis. La population était de 321 habitants lors du recensement de 2000. 

## Géographie
Riverton Township couvre 80,31 km² du comté de Clay et ne comporte aucune ville.

## Transport
Riverton Township contient une piste d'atterrissage, Spencer Municipal Airport.